# Victor (windmolen)
Victor is een poldermolen ten zuiden van het Friese dorp Wanswerd, dat in de Nederlandse gemeente Noardeast-Fryslân ligt.

## Beschrijving
De grondzeiler Victor werd in 1867 gebouwd voor de bemaling van de polder Ald Piip, als vervanging van zes kleinere poldermolens en drie tjaskers. In 1975 werd de molen eigendom van de Stichting De Fryske Mole, die hem twee jaar later liet restaureren. Daarbij werd de zelfzwichting van de molen verwijderd. De molen bemaalt de Wanswerderpolder en is tevens in gebruik als lesmolen voor het Gild Fryske Mounders. Victor werd bovendien in 2006 door het Wetterskip Fryslân aangewezen als reservegemaal in geval van wateroverlast.
Victor heeft een opmerkelijk kruiwerk: de kap van de molen staat op zestien, vaste ijzeren rollen. Het nadeel van deze constructie is, dat het gewicht van de molen daardoor permanent op de tappen van die rollen rust en niet op de massa ervan. Om die reden wordt dit type kruiwerk dan ook niet vaak gebruikt.

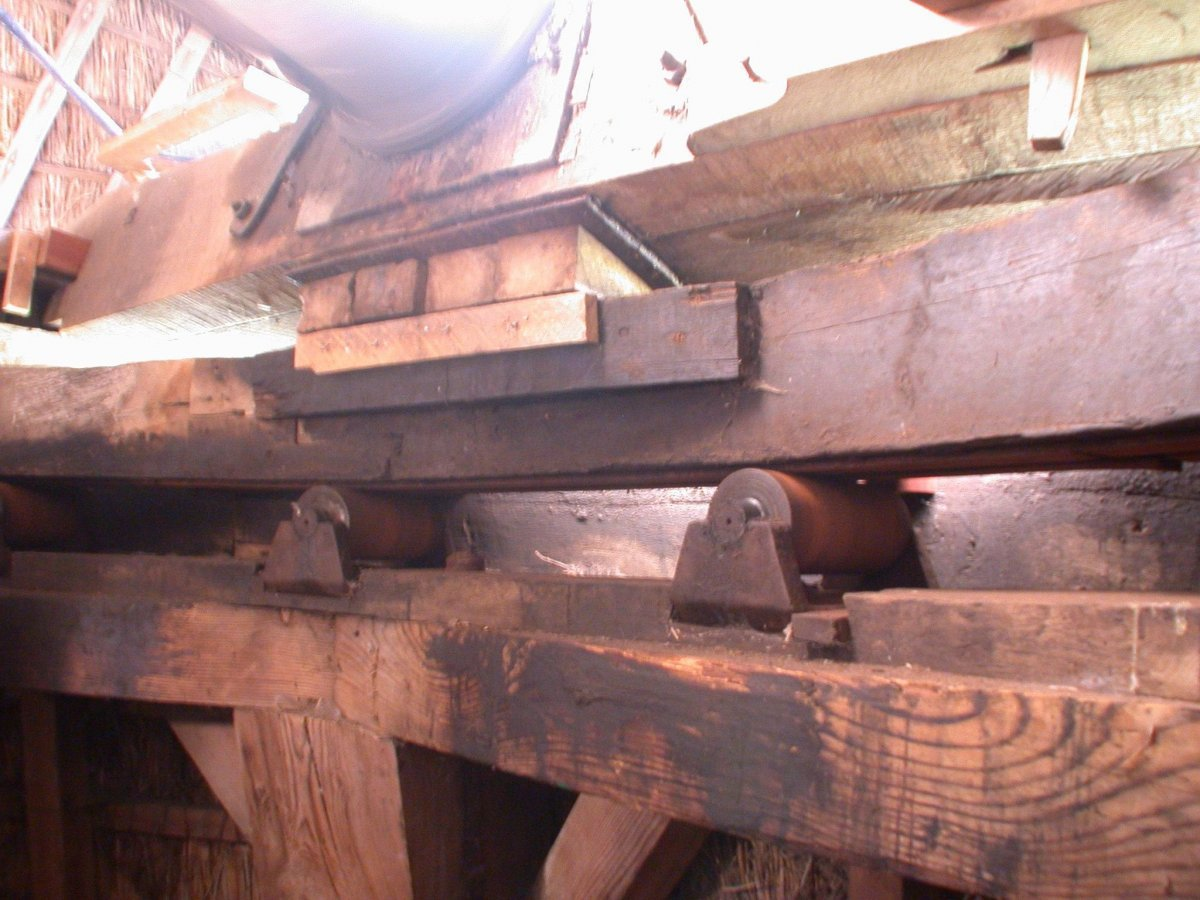
Kruirollen